# Trachelas digitus
Espèce
Trachelas digitus est une espèce d'araignées aranéomorphes de la famille des Trachelidae.

## Distribution
Cette espèce est endémique du Costa Rica. Elle se rencontre vers Santa María dans les monts Dota.

## Description
Le mâle holotype mesure 5,18 mm et la femelle paratype 7,31 mm.

## Publication originale
- Platnick & Shadab, 1974 : A revision of the bispinosus and bicolor groups of the spider genus Trachelas (Araneae, Clubionidae) in North and Central America and the West Indies. American Museum Novitates, no 2560, p. 1-34 (texte intégral).